# Demagogia
Demagogia (gr. dēmagōgía – prowadzenie ludu) – wpływanie na opinię publiczną w celu pozyskania i utrzymania zwolenników za pomocą nierealnych obietnic oraz zwodniczych haseł.
Demagogia rozwinęła się już w starożytnej Grecji, lecz pierwotnie miała nieco inne niż współcześnie znaczenie. Po grecku znaczy to „prowadzący lud”. Nazywano tak doskonałych mówców potrafiących wpływać na decyzję zgromadzenia ludowego. Izokrates przeciwstawiał demagoga tyranowi, lecz już wówczas Tukidydes zauważał, że demagog prowadzi lud, schlebiając jego próżności.
Współcześnie oznacza to kłamanie na rzecz wygranej w wyborach lub schlebianie wyborcom, np. rozdawanie tzw. kiełbas wyborczych. Za demagogię uważane są kłamstwa, składanie popularnych i efektownych, ale niedających się spełnić obietnic, albo składanie obietnic bez intencji ich realizacji, schlebianie masom, szukanie kozła ofiarnego, stosowanie nielogicznych, ale przekonujących argumentów.